# Andrea Maffei (architetto)
Andrea Maffei (Modena, 23 marzo 1968) è un architetto italiano.

## Biografia
Inizia la sua carriera a Tokyo come Associato di Arata Isozaki dal 1997 al 2004, firmando vari progetti in Italia, tra i quali quello per la Nuova Uscita della Galleria degli Uffizi. Ha diretto la progettazione e la costruzione del Palasport Olimpico di Torino, in qualità di project leader, realizzato in occasione delle Olimpiadi invernali del 2006, e per la piscina olimpionica e il parco di Piazza d'Armi di Torino, completati nello stesso anno.
Nel 2005 ha fondato lo studio Andrea Maffei Architects, con sede nel quartiere di Brera a Milano. Ha progettato e firmato, la MABIC di Maranello, inaugurata nel 2011, e la Torre Isozaki nel complesso CityLife a Milano con i suoi 209,2 metri di altezza, il grattacielo più alto al tetto in Italia.
Ha vinto il concorso di Rete Ferroviaria Italiana per la grande Stazione di Bologna Centrale nel 2008 e il concorso della Nuova Sede della Provincia di Bergamo nel 2009. Ha sviluppato il progetto per l'ampliamento del Principato di Monaco sul mare nel 2007-2008 per il gruppo Montecarlo Sea Land.
Nel 2012 è l'unico studio italiano ammesso al concorso per il Nuovo Stadio di Tokyo da 80.000 posti per le Olimpiadi del 2020, insieme allo Studio Majowiecki.
Riceve la menzione d'onore per il progetto dello stadio di Chorzow (Polonia) con capienza 16.000 posti nel 2013. Nel 2019 vince il concorso a inviti per la Città dello Sport di Novara, che prevede il nuovo stadio di calcio da 17.000 posti, la riqualificazione di impianti sportivi esistenti e uno studentato universitario. Progetta un grattacielo di 80 m a Pordenone con uso misto residenziale e hotel (2020).
Oltre all'attività professionale, scrive numerosi articoli di architettura su Casabella dal 1998 ed ha curato la monografia di Electa "Toyo Ito: le opere, i progetti, gli scritti".
È stato professore invitato alla Waseda University di Tokyo, sotto il prof. Osamu Ishyama, e tiene lezioni in varie Università italiane e straniere.

## Progetti in corso
- Torre Isozaki (Il Dritto), nel complesso CityLife a Milano
- Nuova Uscita della Galleria degli Uffizi, Firenze - vincitore nel concorso internazionale
- Progetto di riqualificazione della Stazione di Bologna Centrale - vincitore nel concorso internazionale
- Progetto Nuova Sede della Provincia di Bergamo - vincitore del concorso internazionale
- Progetto Padiglione del Qatar per EXPO 2015 - concorso a inviti
- Progetto Padiglione ENEL per EXPO 2015 - concorso a inviti
- Showroom FLORIM a Milano

## Opere
- Andrea Maffei (a cura di), Toyo Ito: le opere, i progetti, gli scritti, Electa (2003).